# Округ Чероки (Оклахома)
Округ Чероки (енгл. Cherokee County) је округ у америчкој савезној држави Оклахома.

## Демографија
По попису из 2010. године број становника је 46.987, што је 4.466 (10,5%) становника више него 2000. године.
| Група             | 2000.          | 2010.          |
| Белци             | 23.483 (55,2%) | 23.591 (50,2%) |
| Афроамериканци    | 509 (1,2%)     | 598 (1,3%)     |
| Азијати           | 116 (0,3%)     | 272 (0,6%)     |
| Хиспаноамериканци | 1.760 (4,1%)   | 2.952 (6,3%)   |
| Укупно            | 42.521         | 46.987         |